# Okolicsányi János
Okolicsnai Okolicsányi János (Okolicsnó ?, 1676 februárja – Biharpüspöki, 1736. november 20.) megyéspüspök.

## Életútja
1697-ben a Pázmáneum, 1698-tól 1700-ig a Collegium Germanicum Hungaricum növendéke. Fölszentelése után 1701-től Felsőszeliben, 1703-tól Szereden plébános. 1709. március 20-tól esztergomi kanonok, 1710. július 24-től gömöri főesperes, a Szent István Papnevelő Intézet rektora és a királyi tábla tagja lett. 1719. február 6-tól olvasókanonok, 1723-tól a hétszemélyes tábla ülnöke és novi címzetes püspök. 1727. június 6-án lemondott az olvasókanonokságról és elnyerte a szentistváni prépostságot, illetve a lekéri apátságot. Széplakon a káptalani javak prefektusa, 1734. október 13-tól váradi püspök.
Lekéren és Nagyszombatban a Szentháromság tiszteletére trinitárius templomot építtetett. Tervbe vette az új székesegyház, püspökség, és szeminárium építését, de hamarosan megbetegedett és 1736-ban meghalt. A minoriták nagyváradi templomában temették el.